# العبارة فرح إبراهيم
. فرحيو فرح إبراهيم (صومالية: Farxiiyo Faarax Ibraahiim, هي ناشطة اجتماعية صومالية ومترجمة. وهي مدافعة عن حقوق المرأة والصحة الإنجابية. 

## الحياة الشخصية
ولدت فرح إبراهيم بين عامي 1982 و 1983 في الصومال. خلال الحرب الأهلية التي اندلعت في وقت مبكر من التسعينيات، وقتل جدها من قبل مسلحين وتعرضت والدتها للاعتداء. وبعد ذلك انتقلت إلى كينيا في عام 1992، وعاشت في مجمع المفوضية للاجئين في داداب.
بعد انتهائها من الصف الثامن، غادرت فرح المدرسة لدعم ذو القربى. وأنفصلت في وقت لاحق عن عائلتها بعد رفضها الزواج من رجل أكبر سنا.
فرح أبراهيم مسلمة.

## المهنة
في عام 2002، عملت فرح إبراهيم كمحفزة للصحة الإنجابية للمجلس الوطني للكنائس في كينيا. روجت فيه للمشورة والفحص الطوعي لفيروس نقص المناعة المكتسب / الإيدز، فضلا عن أستخدام وسائل منع الحمل، وشنت حملة ضد ختان الإناث. وكانت طبيعة عملها مصدراً للتوتر مع عائلتها وعلى نطاق أوسع، المجتمع الصومالي المحافظ اجتماعيا، الذي يرى أنه من غير اللائق من خلفيتها. في نهاية المطاف وبسبب الضغط تركت فرح إبراهيم وظيفتها.
اعتباراً من عام 2008، عملت فرح إبراهيم كمترجمة. وتدعو أيضا من أجل حقوق النساء والفتيات.

## الجوائز
في عام 2008، حازت فرح إبراهيم على جائزة أشجع امرأة دولية لأعمالها في الدعوة.